# چرت نیروبخش

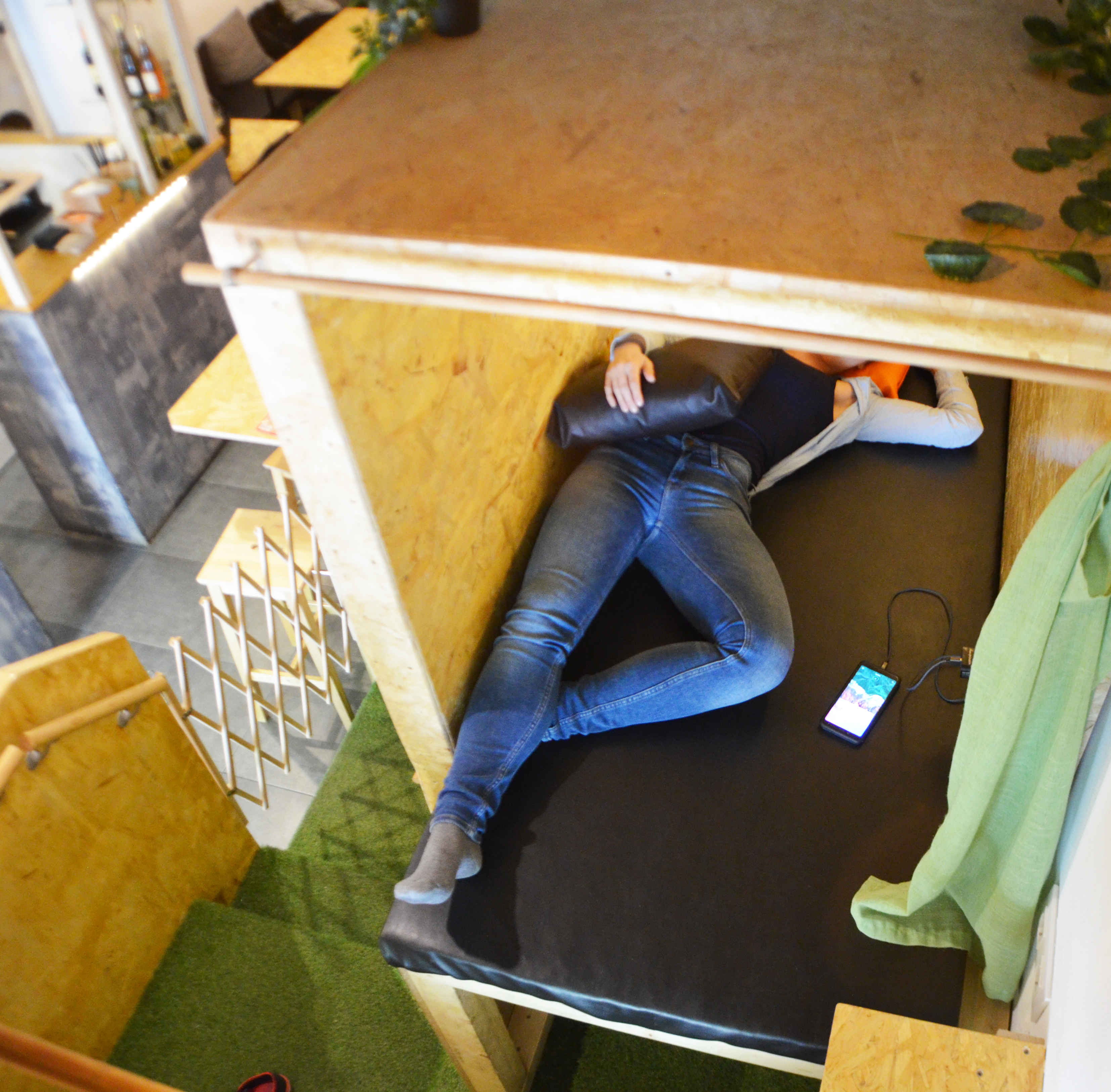
فردی که در یک مکان چرت زدن، در کافه ناپوچینو (چُرت نیمروز همراه خوردن قهوه پیش از آن) در بارسلونای اسپانیا، چرت زده‌است.

چُرت نیروبخش خواب کوتاهی است بین 10 تا 20 دقیقه، که قبل از شروع مرحله عمیق خواب، خاتمه می‌یابد. چرت نیروبخش برای جان تازه گرفتن و بازیابی دوباره آمادگی ذهنی و بدنی است، و به همین خاطر توسط جیمز ماس روانشناس اجتماعی دانشگاه کرنل «چرت نیروبخش» نامیده شده است.

## مشخصات
چرت نیروبخش برای به حداکثر رساندن مزایای خواب، در حداقل زمان مدت خوابیدن است. از آن برای تکمیلی برای خواب طبیعی استفاده می‌شود، به ویژه هنگامی که شخص کمبود خواب دارد.
مدت زمان‌های مختلفی برای چرت نیروبخش توصیه می‌شود که در مقایسه با خواب شب بسیار کوتاه است. کوتاه بودن مدت زمان چرت نیروبخش برای جلوگیری از ورود شخص به مرحله دوم خواب (که خواب عمیق است) است. بیداری بعد از ورود به خواب عمیق، باعث «لَختی خواب» است، که شخص را سنگین و گیج و بلکه خواب آلوده تر از پیش می‌سازد. از آنجا که این چرت، سودمندترین روش برای رفع خستگی است، کارشناسان توصیه می‌کنند افراد مدت زمان خواب را در مقابل خطر ورود به حالت عمیق خواب تنظیم کنند. کسانی که چرت منظم روزانه دارند، به تدریج زمان بهینه چرت روزانه خود را پیدا می‌کنند. توصیه شده است که خواب نیمروز دیرتر از ساعت 3 عصر نباشد، تا باعث سخت خواب رفتن در شب نشود.

## پژوهش‌ها

##### تاثیر مثبت بر حافظه
چرت نیروبخش قصد دارد هوشیاری، عملکرد و توانایی یادگیری را بازیابی کند.
یافته‌های پژوهشی مطالعه ای در دانشگاه دوسلدورف نشان داد که هنگامی که فرد به مدت ۶ دقیقه به خواب می‌رود، بهبود بسیاری در حافظه و یادآوری اش ایجاد می‌شود؛ و این نشان می‌دهد که شروع خواب ممکن است فرآیندهای فعال سازی حافظه را شروع کند، که وقتی تحریک شود، حتی در صورت قطع خواب نیز کارگر خواهد ماند.
یک مطالعه دانشگاه فلیندرز در مورد افرادی که فقط پنج ساعت خواب در هر شب داشتند، نشان داد که یک چرت ۱۰ دقیقه ای، در کل بهبودبخش‌ترین زمان چرت در بین زمان‌های مختلفی است که آنها بررسی کردند (طول‌های ۰ دقیقه، ۵ دقیقه، ۱۰ دقیقه، ۲۰ دقیقه و ۳۰ دقیقه): چرت ۵ دقیقه ای در مقایسه عدم چرت زدن فواید اندکی دارد. چرت ۱۰ دقیقه ای باعث بهبود فوری کلیه نتایج سنجیده شده (از جمله خواب آلودگی ذهنی، خستگی، انرژی و نیز عملکرد شناختی) می‌شود، که برخی از این مزایا تا ۱۵۵ دقیقه حفظ می‌شود. در چرت ۲۰ دقیقه ای بهبود سنجه‌ها ۳۵ دقیقه پس از چرت زدن آغاز می‌شد و تا ۱۲۵ دقیقه پس از چرت زدن موجود بود. و چرت ۳۰ دقیقه ای بلافاصله پس از چرت زدن باعث اختلال در هوشیاری و عملکرد می‌شود، که ناشی از لَختی خواب است و به دنبال آن بهبودهایی تا ۱۵۵ دقیقه پس از چرت ادامه دارد.
گروه اقدامات متقابل خستگی سازمان پژوهش‌های ناسا اثرات بی خواب و پرواززدگی را مورد بررسی قرار داده و آموزش‌هایی را برای مقابله با این اثرات انجام می‌دهد. یک توصیه مهم برای مقابله با خستگی را یک چرت ۴۰ دقیقه ای ("چرت ناسا") می‌داند که تجربه نشان می‌دهد عملکرد و هوشیاری خدمه پرواز را بهبود می‌بخشد، البته با ۲۲٪ احتمال ورود به خواب عمیق.
برای سال‌های متمادی، دانشمندان در حال بررسی مزایای چرت زدن هستند: هم چرت نیروبخش کوتاه و هم مدت زمان خواب طولانی‌تر ۱–۲ ساعته. بهبود عملکرد در طیف گسترده‌ای از فرآیندهای شناختی آزمایش شده‌است. مطالعات نشان می‌دهد که چرت زدن برای بهبود برخی از عملکردهای حافظه به اندازه شب خواب مؤثر است. حتی پژوهشی نشان می دهد که این چرت توانایی مغزی را حتی تسبت به خواب کامل شب بیشتر افزایش می دهد.

یک مطالعه ناسا به رهبری دیوید اف دینگز، استاد دانشکده پزشکی دانشگاه پنسیلوانیا، نشان داد که چرت زدن می‌تواند برخی عملکردهای حافظه را بهبود بخشد. در آن مطالعه ناسا، داوطلبان چندین روز را در یکی از ۱۸ برنامه خواب مختلف زندگی کردند، همه در یک محیط آزمایشگاهی. برای اندازه‌گیری اثربخشی چرت زدن، از آزمون‌های حافظه، هوشیاری، زمان واکنش و سایر مهارت‌های شناختی استفاده شد.
یک مطالعه دیگر نشان داد که چرت ظهرهنگام سرریز داده‌ها را کاهش می‌دهد. گزارشی در نشریه علم اعصاب نیچر، نشان می‌دهد که تحریک "فرسودگی شغلی"، ناامیدی و عملکرد ضعیف در یک کار ذهنی می‌تواند از نتایج یک روز آموزشی باشد. این مطالعه همچنین ثابت کرد که حتی در برخی موارد، چرت زدن می‌تواند شخص را به بهترین عملکرد ممکن آن فرد برساند. آنها چنین نتیجه‌گیری کردند که: "ما باید احساس گناه نسبت به این "چرت نیروبخش" را در محل کار متوقف کنیم."
بر اساس پژوهشی در دانشگاه لیدز، یک چرت 20 دقیقه ای می تواند خستگی ذهنی را برطرف کند و توانایی شخص در حل مساله را افزایش دهد. 

در افرادی که مستمرا چرت های 30 دقیقه ای یا کمتر داشته اند، ریسک ابتلا به آلزایمر کمتر بوده است. 

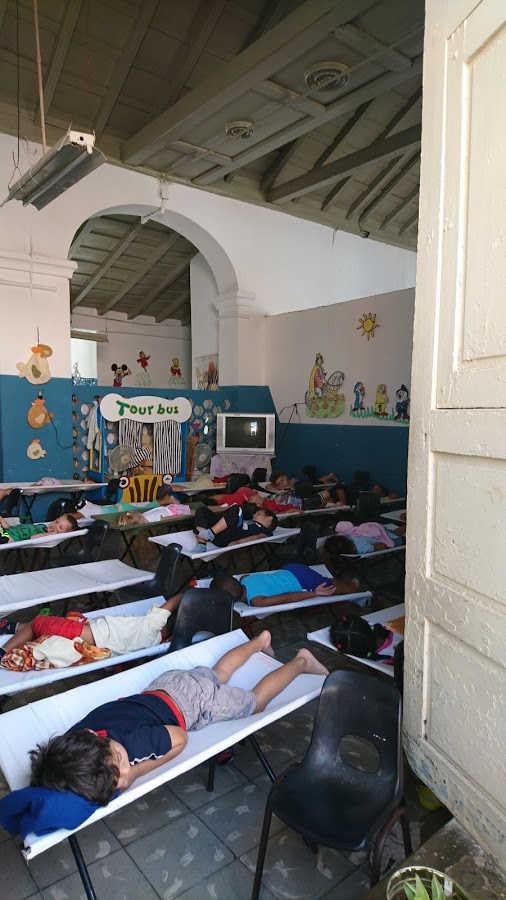
چرت نیمروز کودکان در مدرسه ای در کوبا

از آنجا که چرت روزانه می تواند یادگیری را بهبود ببخشد، و بازده کاری را افزایش دهد، بسیاری از مدارس و محیط های کاری امکان چرت روزانه را برای دانش آموزان و کارکنانشان فراهم کرده اند. 

##### دیگر تاثیرات مثبت
یک چرت ممکن است تأثیر هورمونی یک شب کم خوابی را بازگرداند یا آسیب کمبود خواب را از بین ببرد.
طبق مطالعات بالینی در میان مردان و زنان، در افراد دارای چرت نیروبخش با هر فراوانی یا مدتی، نسبت مرگ و میر ناشی از بیماری قلبی به میزان قابل توجهی پایین‌تر از کسانی است که چرت میانروز ندارند. به‌طور دقیق، کسانی که گاهی اوقات چرت می‌زنند، ۱۲٪ مرگ و میر ناشی از انسداد شراین قلبی پایین‌تر دارند، در حالی که کسانی که چرت زدن منظمی دارند (حداقل سه روز در هفته)، ۳۷٪ مرگ و میر مشکلات قلبی پایین‌تری دارند.
طب چینی جدید هم بر آثار چرت کوتاه روزانه تاکید دارد.

## اتاق‌های چرت زدن، و چرت زدن به کمک فناوری

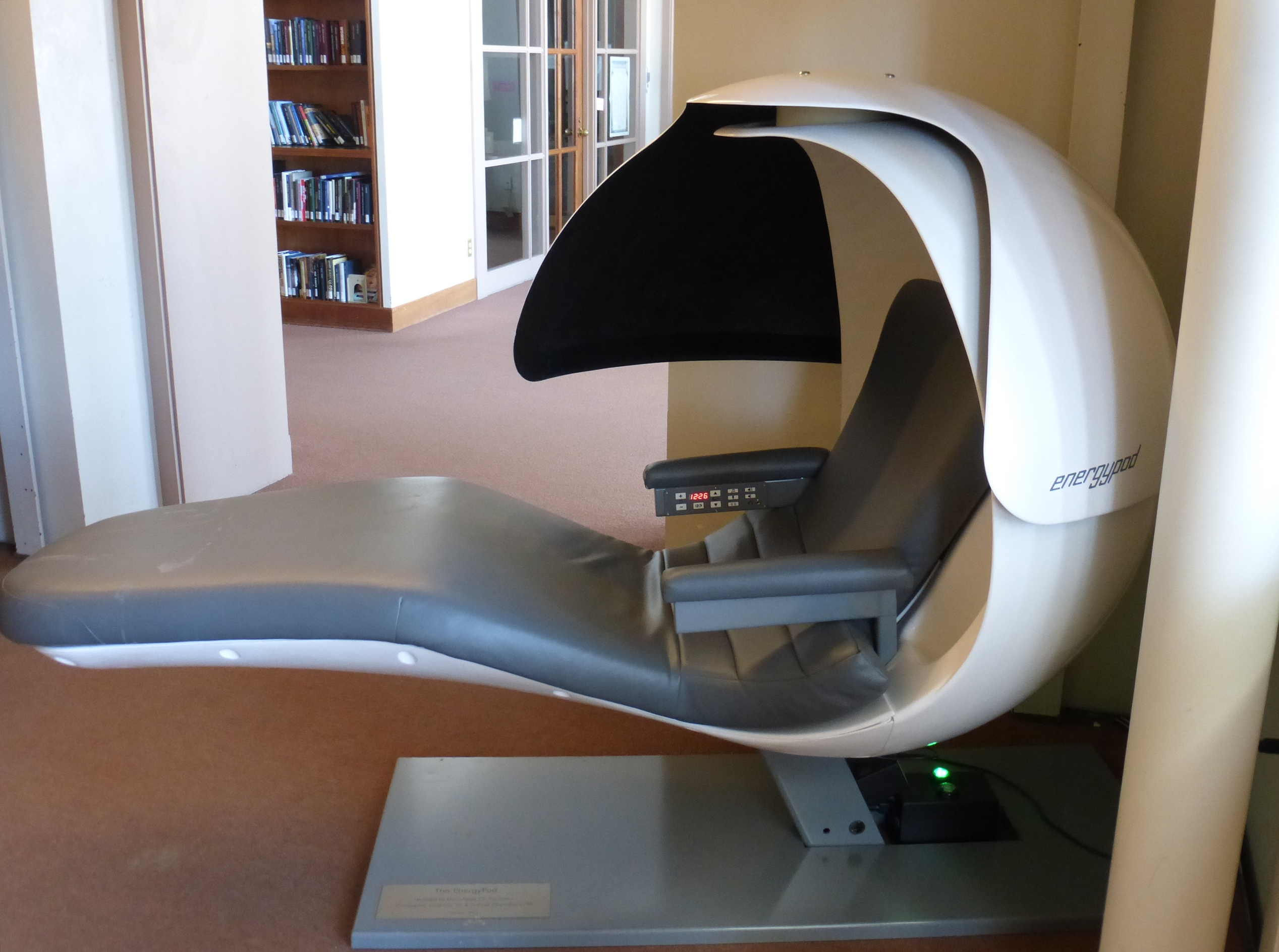
EnergyPod، یک محل خواب، واقع در یک اتاق خواب کوچک از کتابخانه اُلین در دانشگاه وسلیان امریکا

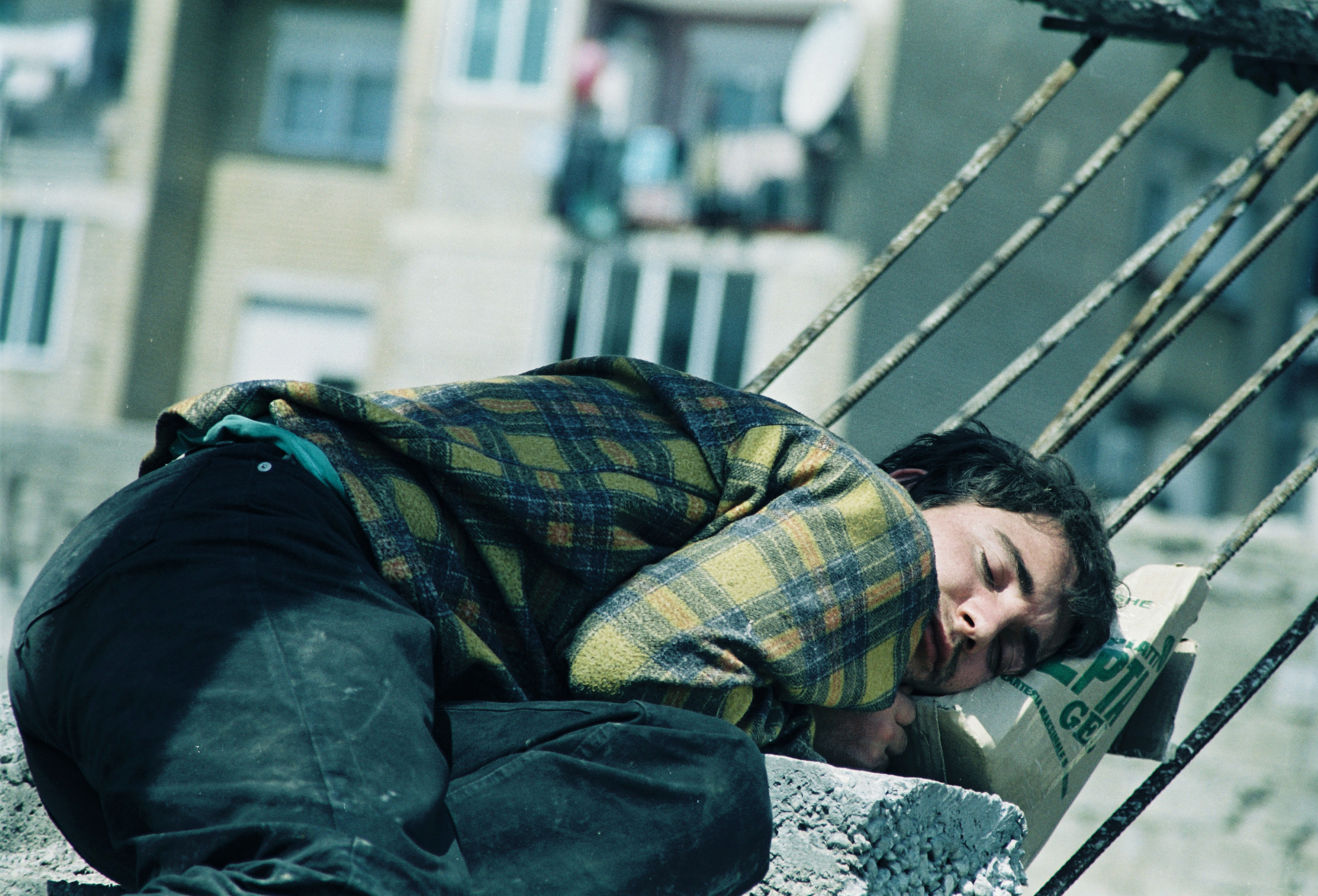
چرت کوتاه نیمروزی در میانه کار بدنی

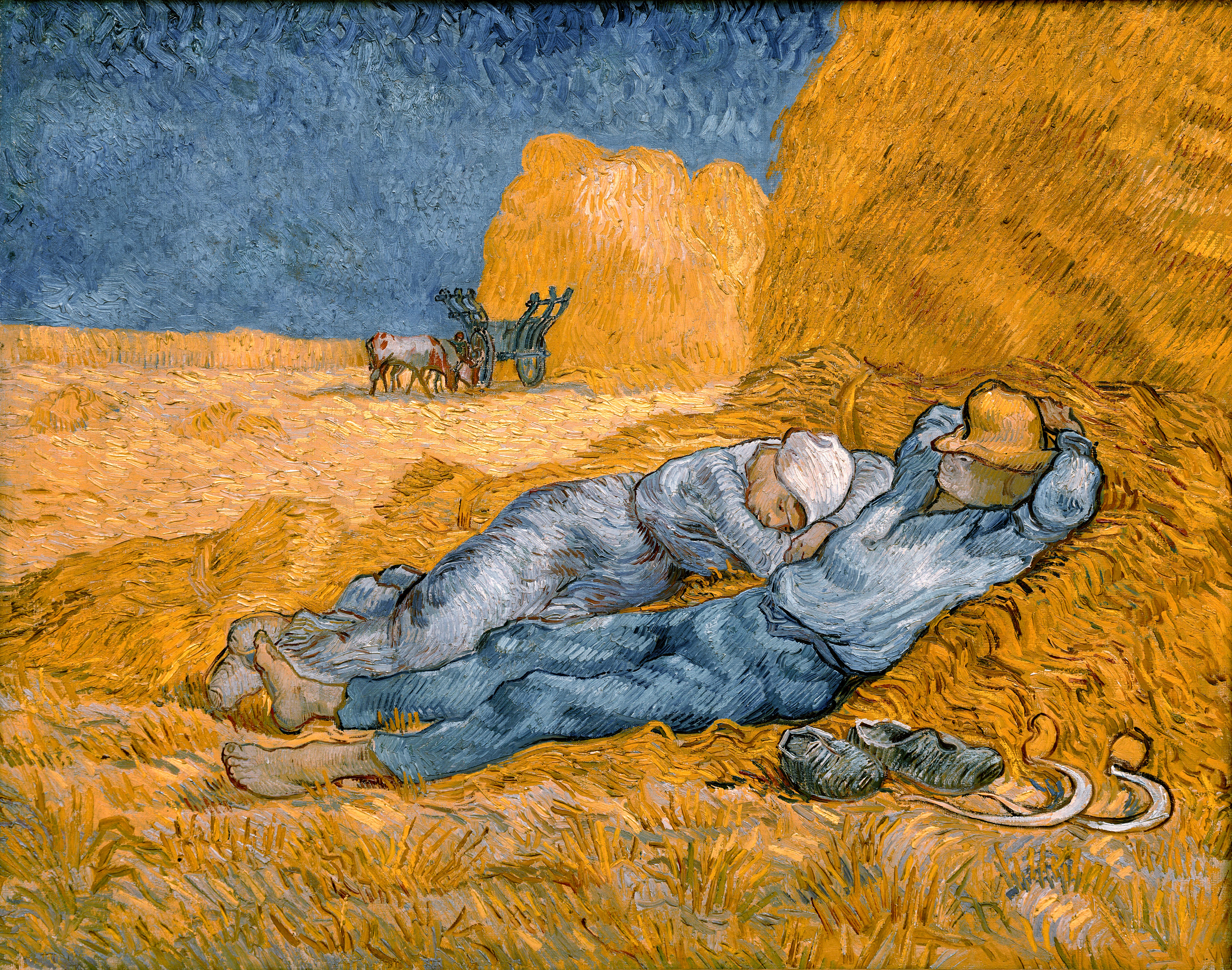
خواب در روز یک تم در آثار هنری بوده است، مانند این اثر ونسان ون گوگ در سال 1890

با افزایش پژوهش های نشاندهنده اثرات مثبت چرت نیروبخش، برخی شرکت ها شروع کرده اند به پذیرش و تحمل خواب کوتاه نیمروزی کارمنداشان، بلکه تشویق این رفتار در کارکنان. بعضی از شرکت‌ها اتاق خواب دارند تا به کارمندان اجازه چرت زدن نیروبخش را بدهند. این ممکن است به شکلی از یک اتاق خواب باشد که دارای یک تکیه گاه است، یا صندلی‌هایی که مخصوصاً برای چرت نیروبخش نصب شده در یک منطقه مشخص طراحی شده‌است. شرکت‌هایی که اتاق چرت دارند می‌گویند که کارمندان شادتر هستند و در کار خود بهره‌وری بیشتری دارند.
اتاقها و ایستگاه‌های خواب مشابه نیز در موسسات آموزش عالی وجود دارد. بسیاری از کالج‌ها و دانشگاه‌ها برای چرت زدن دانشجویان پس از دوره‌های طولانی مطالعه، وسایل چرت زدن را در کتابخانه‌ها ارائه می‌دهند. برخی از دانشکده‌های پزشکی همچنین اتاق خواب را در بیمارستان‌های آموزشی ایجاد می‌کنند.
مدتهاست که در ژاپن، چرت کوتاه در مترو، نیمکت پارک، محل کار یا حتی در کنفرانس ها رایج است. در زمینه مدیریت نیروی انسانی، چرت زدن نیرو یکی از راههای افزایش بهره وری و کاهش صدمات در شرکتها و همچنین یکی از موثرترین روشها برای کاهش اثرات منفی کار در شیفت شب و بر اساس یک برنامه شناور در نظر گرفته شده است.   برای دور شدن از استرس روزانه شرکت های خاور دور و آمریکایی اتاق های آرامش خود را ارائه می دهند. مکان چرت زدن در دفاتر جنرال الکتریک، گوگل، ویرجین آتلانتیک و ... استفاده می شوند. در آلمان نیز برخی از شرکتها محلهای مناسب خواب را در اختیار کارمندان خود قرار می دهند. این شامل تولید کننده خودرو اوپل و هواپیمایی لوفت هانزا و BASF SE است.
در شهر نیویورک، شرکتی به نام مترونپس در ساختمان امپایر استیت ارائه دهنده تجهیزات چرت نیروبخش (صندلی های راحتی) برای 14 دلار هر بار استفاده؛ و کاربران می توانند استفاده ماهانه 65 دلار به طور نامحدود از آن استفاده کنند.
کمک ساده‌تر، برنامه تایمر چرت زدن است. برنامه‌ها دارای ویژگی‌های مختلفی از جمله صداهای کمکی برای خوابیدن و بیدار شدن، سابقه چرت‌ها و ردیابی الگوی خواب و یادآوری‌های روزانه هستند که چرت زدن را آسان می‌کنند، و به ساماندهی این چرت ها کمک می رسانند.